# Тифлисское военное училище

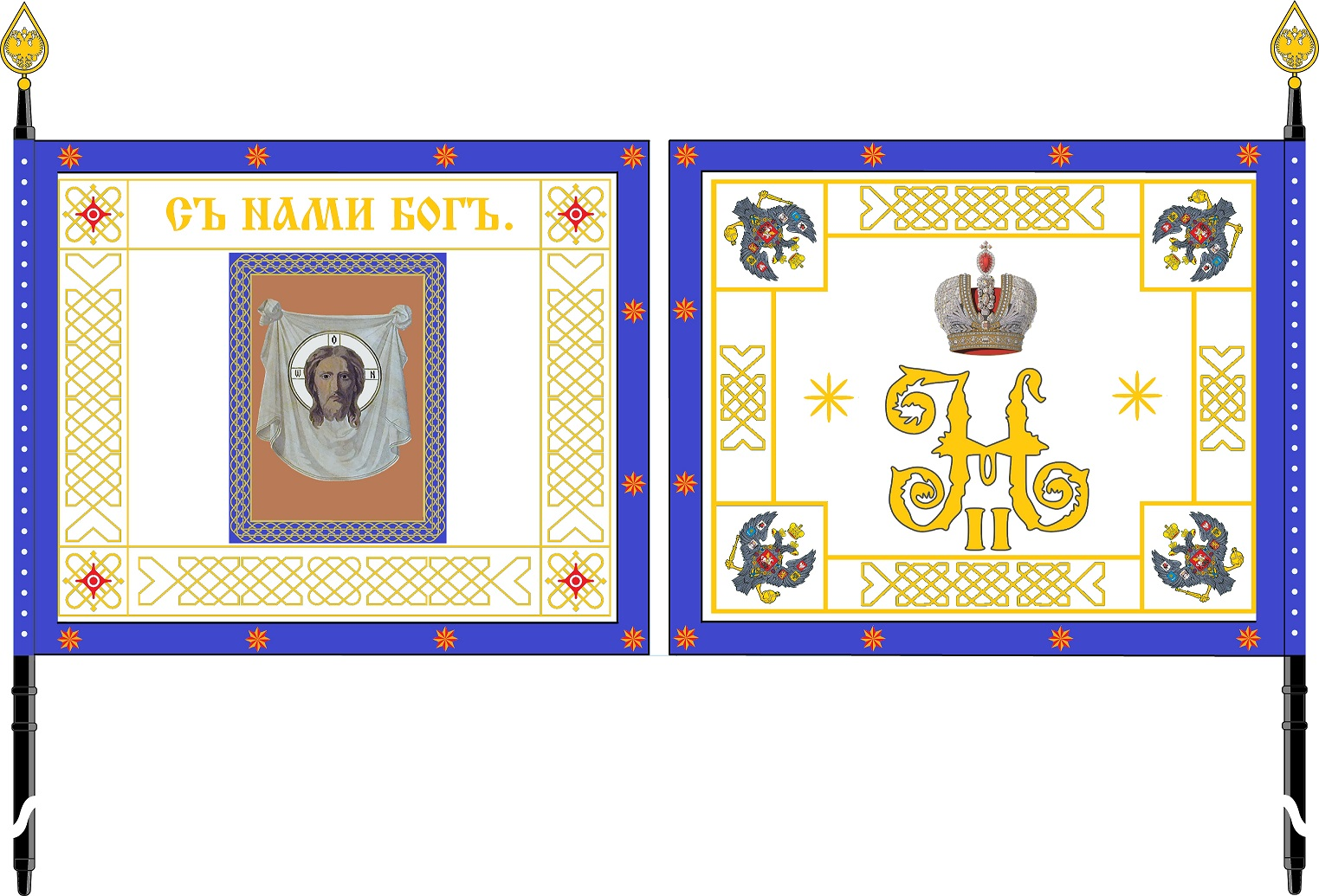

Тифлисское пехотное юнкерское училище (1866—1910) — Тифлисское Михайловское военное училище — (1921 г.) — военно-учебное заведение Российской императорской армии, готовившее офицеров пехоты, г. Тифлис, Михайловский проспект.

## История

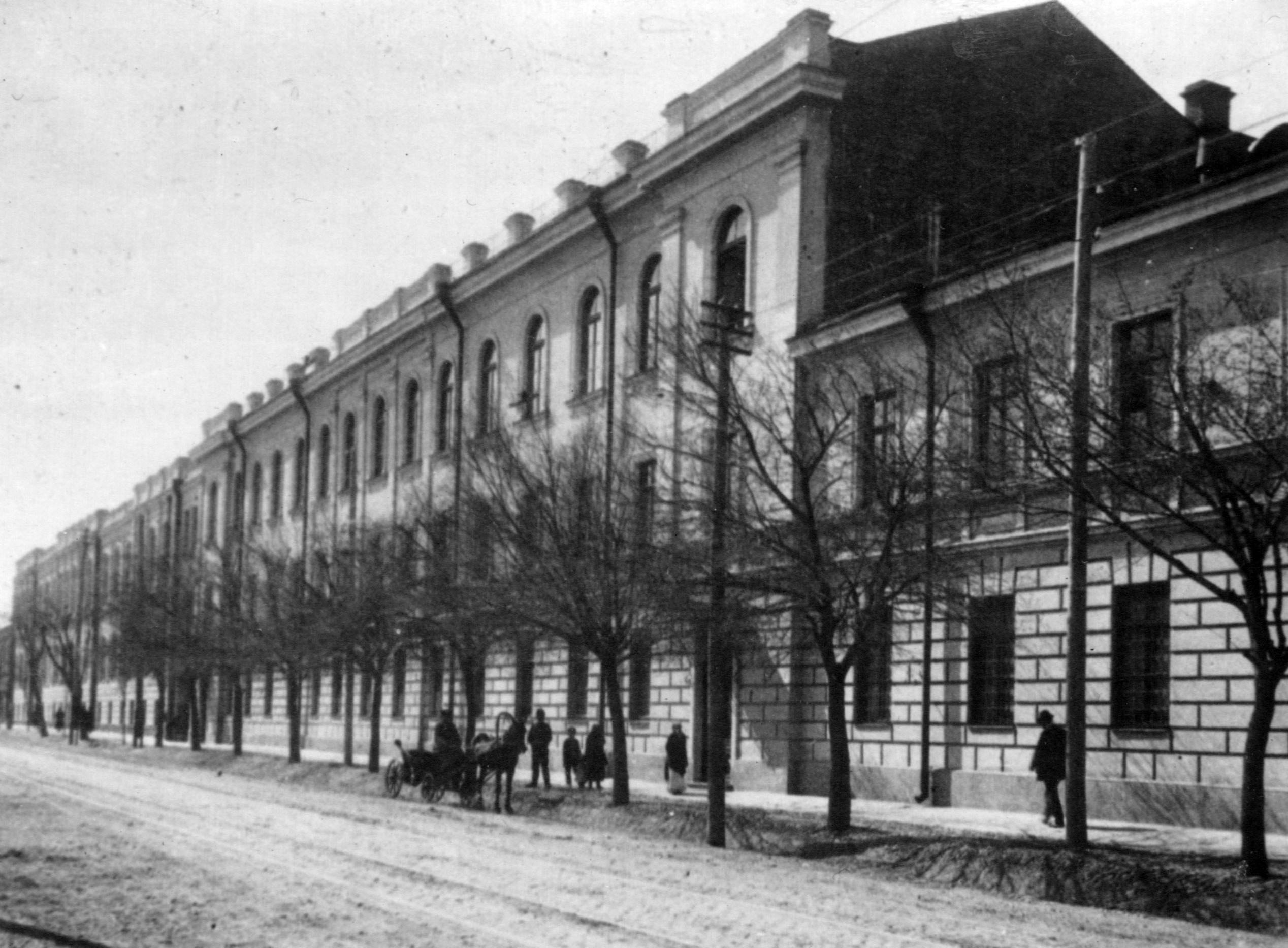
Здание Тифлисского военного училища. Михайловский проспект. Тифлис.

Тифлисское пехотное юнкерское училище первоначально было основано, согласно Положению о новой подготовке военных кадров 14 июля 1864 года наместником на Кавказе великим князем Михаилом Николаевичем Романовым (сыном Императора Николая I), как юнкерская школа. С 16 января 1866 года в бытность и стараниями Еремия Геворковича Арцруни (в декабре 1866 года был избран городским головой) было основано из юнкерской школы временное юнкерское училище. Но в июне 1866 года последовало Высочайшее повеление на учреждение в городе Тифлисе с 1 сентября юнкерского пехотного училища, и уже 8 ноября 1866 года был набран полный преподавательский штат, состав юнкеров определён в 200 человек, а в строевом отношении училище составило одну роту. С этой даты училище является основанным для последующего обучения юнкеров и производства в офицеры после полного курса обучения. Училище к этому моменту расположено в каменном здании, которое существует и по настоящее время. Возникновение училища напрямую связано с военной реформой Д. А. Милютина благодаря которой в 1874 была введена всеобщая воинская повинность.
Новые преобразования были направлены на то, чтобы освободить уч. заведения от преждевременной специализации, таким образом, расширить образовательную программу в духе общего и всестороннего развития личности. Что впоследствии привело к значительному подъёму умственного уровня и нравственного развития офицерского корпуса Русской Армии.

Военно исторический музей — Храм Славы.

Государь посетил военный собор — Храм Славы. 28 ноября 1914 года. Тифлис.

Тифлисское юнкерское училище ставило своей задачей подготовку офицеров из вольноопределяющихся, а также учащихся других учебных заведений, достигшие 17-летнего возраста и допущенных цензовой комиссией к обучению. Ибо согласно реформам с этого времени, прохождение юнкерского курса училищ стало обязательным для всех без исключения. В противном случае они приравнивались по выслуге лет к унтер-офицерам, призванным по рекрутскому набору, а с 1868 года вообще было прекращено производство нижних чинов в офицеры — за выслугу лет. Однако следует сказать ещё о такой форме получения офицерского чина, как производство в офицеры запаса. Право на это имели лица с высшим и средним образованием, выдержавшие льготный экзамен. Которые два раза в течение 6 лет обязаны отбыть военные сборы продолжительностью не менее 6 месяцев.
В начале курс обучения в Тифлисском училище продолжался всего 2 года, причём имевшие аттестаты об окончании средних учебных заведений (реальных училищ; классных гимназий) могли поступать прямо в старший класс, сразу на 2 курс обучения.
В младшем классе преподавали, в основном, общеобразовательные предметы — закон Божий, русский язык, немецкий и французский языки; математику, физику и химию (начальные сведения); черчение, географию и историю.
В старшем, специальном классе объём и содержание специального образования диктовались знаниями и навыками, необходимыми для командования целым батальоном, здесь изучали — тактику, воинские уставы, военную топографию; полевую фортификацию, сведения об оружии; о военной администрации, военное судопроизводство, военную географию, военную гигиену, иппологию (науку о лошадях).
Тифлисское пехотное юнкерское училище с начала своего образования зарекомендовало себя как учреждение, дающее своим выпускникам прочные всесторонние знания.
Основу образовательного процесса училища составляла учебная и воспитательная работа курсантов под руководством гражданских преподавателей и офицеров из действующей Армии имеющих боевой опыт и отличившиеся при несении воинской службы, такая практика осуществляемая в течение всего срока обучения, позволяла воспитать в курсантах высоко духовные патриотические качества направленные на любовь и преданность своей Родине — Российской империи.
Образовательный процесс проводился как территории училища, в классах и спортивных залах, так на полевых площадях приближённых к реальным условиям несения службы . На лагерное время юнкера приписывались к ближайшим войсковым частям. В 1879 г. специально для училища  был открыт лагерь в районе п. Сурами, направление юнкеров на лагерное время в войска было прекращено.
С 1 сентября 1901 г.
 Тифлисское юнкерское училище перешло на 3 -х годичный курс обучения, общий целью таких перемен была необходимость дать юнкерам законченное общее образование, и два специальных, в которых военные предметы изучались по углублённой программе военных училищ.
По окончании курса юнкера возвращались в свои части в звании портупей-юнкеров и производились в офицеры по представлению начальства. При этом выпущенные по 1-му разряду производились после лагерного сбора по представлению начальства независимо от наличия в полку вакансий, а выпущенные по 2-му разряду — только на вакансии.

«Выпускники окончившие полный курс юнкерского училища производились на следующих основаниях:
- а) окончившие курс по 1-му разряду, то есть имеющие 10 баллов в среднем, выпускаются подпоручиками с 1 годом старшинства;
- б) по 2-му разряду, то есть имеющие в среднем не менее 7 баллов, выпускаются подпоручиками со старшинством со дня выпуска;
- в) по 3-му разряду, то есть неудовлетворяющие требованиям 2-го разряда, выпускаются в войска унтер-офицерами (урядниками) с правом производства в подпоручики (корнеты и хорунжие) без экзамена, не ранее как через 1 год после производства их товарищей по училищу и только на вакансии, хотя бы и не в свои части.

Окончившие курс по 1-му разряду становятся вслед за 1-м разрядом военных училищ, а кончившие по 2-му за 2-м разрядом военных училищ. Всем кончившим курс училища по 1-му и 2-му разрядам выдаётся пособие на обмундирование в размере 300 руб., окончившим же курс по 3-му разряду выдаётся пособие в размере 50 рублей, а остальные 250 рублей выдаются им при производстве в офицеры.» — «Всеобщий календарь» 1909г.Изд. П.П.Сойкина
Тифлисское военное юнкерское училище всегда являлось известным и престижным учебным заведением России, поэтому большую часть юнкеров составляли дети из интеллигентных и образованных семей. Но вследствие проводимых реформ и увеличения призывного контингента в Русскую императорскую армию, нехватка командного состава стала очевидной, в связи с чем количество курсантов военных училищ увеличилось во много раз. Это привело к тому, что доля детей из офицерских семей, семей дворян, почётных граждан и духовенства имела тенденцию к снижению, а доля выходцев из крестьян и мещан - к росту, составив, наконец, более четверти всех офицеров и военных врачей и почти 60 % военных чиновников.

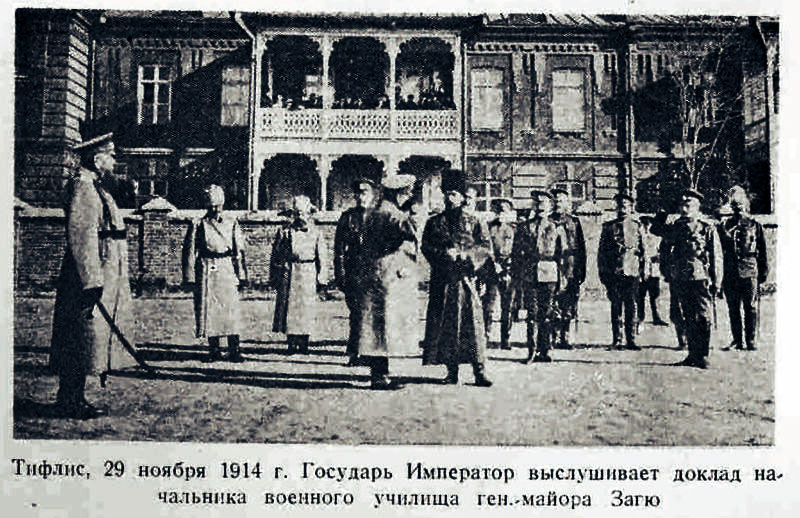

С первых дней Первой мировой встала проблема укомплектования развёртывающейся армии офицерскими кадрами. Ещё до мобилизации вооружённых сил некомплект офицерских чинов составлял около 3 тыс. чел., после приведения армии в военный состав некомплект удвоился. Первые же бои показали, что потери среди офицерского состава будут огромны.→
С превосходными офицерами Россия вступила в Первую мировую войну, но, увы, в ходе двух первых лет военных действий большая часть кадрового офицерства была выбита. И конечно кадровый состав, и состояние русского офицерского корпуса изменилось не в лучшую сторону. На примере 13-го Эриванского полка (Кавказской гренадерской дивизии) 3-ю часть командного состава которого состояли выпуски Тифлисского военного училища — можно судить о потерях офицерского корпуса Русской Императорской Армии в Великую войну. →
Поэтому по настоянию военного министра В. А. Сухомлинова о сокращении срока подготовки офицеров в военно-учебных заведениях, с 1914 года училище было переведено на ускоренные 4-х месячные курсы подготовки офицер с присвоением воинского звания прапорщик.
Чтобы осознать весь трагизм ситуации, приведём текст телеграммы отправленный 20 октября 1915 г., К. Н. Десино начальником 71-й дивизии генералу Зайончковскому:

«Все прибывшие до сих пор на укомплектование полков офицеры, как показал боевой опыт и долгие беседы с ними, выяснили, что они,
- во-первых, не имеют никакого понятия об управлении огнём в бою, то есть не знакомы с боевой стрельбой,
- во-вторых, совершенно не знакомы со штыковым боем и,
- в третьих, не знают, как им действовать тогда, когда противник их обходит или охватывает.

Сплошь и рядом они тревожно доносят, что их охватывает противник, что они скоро будут окружены и т. д. Они не только не знают этого дела практически, что самое главное, но не знакомы с этими вопросами и теоретически. А между тем в последнее время все прапорщики, прибывающие на укомплектование полков, почти немедленно принимают роты, не редко в самом бою, и поэтому практическая их подготовка по этим трем вопросам является одним из главных отделов их обучения»— Инспекционные поездки по военно-учебным заведениям генерал-майора Б.Д.Адамовича в 1915 – 1916 гг.
Из войск с целью инспекционных проверок и выработки срочный мер по устранению недостатков приведённых выше, в конце 1915 г. был откомандирован генерал Б. В. Адамович который в своё время заслужил репутацию выдающегося военного педагога-воспитателя.
Вот как описывает события 17г. выпускник 1912 г.в. и офицер-наставник ТМВУ Константин Попов.

«В военных училищах шла замена постоянного состава офицеров офицерами с фронта и я попал в число заменяющих. Начальником училища в то время был Генерального Штаба генерал-майор Загю, при котором я был юнкером, и который меня лично знал. По прибытии в училище я был назначен курсовым офицером 7-го уч. отд. в первую роту к капитану Орловскому (Мингрельского полка). В училище я встретился со многими своими товарищами сверстниками, теперь представителями различных полков Российской Армии. Большинство из них были Георгиевские Кавалеры, все неоднократно раненые и обветренные в боевой обстановке. Тут был и мой бывший взводный есаул Прихитько, прекрасный офицер и герой, которым гордится 3-й Пластунский баталион. Тут же встретил я двух своих одноротников и сверстников по выпуску — Кубинца — Арсенашвили и Кавказского стрелка Мирошкина, слава о подвигах и доблести которых вечно будет жить в сердцах знавших их. Из штатных офицеров почти никого не осталось, и сам начальник училища готовился получить высшее назначение на фронт.

Курс обучения в училище был 4-х месячный, после чего юнкера производились в прапорщики и разбирали вакансии по запасным полкам. За такой короткий срок, в былое время, юнкеров едва-едва начинали пускать в отпуск, ибо считалось, что таковой срок необходим для усвоения элементарных знаний для нижнего воинского чина. Теперь в этот же срок должен был быть подготовлен не кто иной, как ротный командир. Задача невыполнимая. Злобой дня к моменту моего приезда в училище был отчет генерала Адамовича, незадолго перед этим производившего инспекторский смотр училищу. Отчет был весьма нелестного свойства и произвел своего рода переворот. Генералом Адамовичем были преподаны указания весьма ценных методов обучения, главным образом в поле — показом, и теперь все обучение велось, именно, по ним и давало блестящие результаты.»— Русская армия в Великой войне: Воспоминания кавказского гренадера
В июне 1917 г. после призыва некогда популярного военного министра Керенского в  училище была сформирована ударная рота в 145 человек под руководством вышеупомянутого поручика Константина Попова.
Тифлисцы ещё не прибыв на фронт смогли отличиться тем, что арестовали и чуть было не расстреляли (на тот момент) — главного представителя власти, самого комиссара Юго-Западного фронта Савинкова руководителя Боевой организации партии эсеров — революционеров, поэтому за якобы контрреволюционную деятельность рота была расформирована и возвращена в Тифлис. Таким образом, говоря словами К. Попова — «так закончилась бездарная затея председателя Временного правительства Керенского».
Дальнейшая судьба Тифлисского военного училища напрямую связана с Октябрьским переворотом, после которого была упразднена вся система военного образования в России, официально в 1918 году училище было закрыто, но фактически руководство училища не подчинилось приказу о расформировании и продолжало свою деятельность, после образования в мае 1918 года — Грузинской Демократической Республики до 1921 года установления советской власти.
В 1921 году юнкера Тифлисского Михайловского пехотного училища во главе с начальником училища Чхеидзе Александром Давидовичем приняли участие в боях против регулярных частей Красной Армии.
Объединение Тифлисского Е. И. В. Вел. Кн. Михаила Николаевича военного училища в эмиграции. (1930)

" I. Объединение во Франции
Председатель Объединения — генерал-лейтенант Георгий Бежанович Ангуладзе (вып. 1887 г.).
В Правлении состоят: а) постоянно, как б. офицеры, преподаватели и юнкера старых выпусков: генерал-майор А. И. Матафанов. (1886 г.), полковник В. К. Зродловский.(командир роты), д. с. .с.
Н. М. Турбович (преподаватель), полковник В. Л. Гамрекели. (1896 г.), и б) по избранию на 1930 год: полковники А. И. Сафонов (1902 г.), Л. И. Иванов (1905 г.), А. Г. Савченко (1909 г.) и штабс-капитан В. Н. Браиловский (1916 г.).
В Ревизионной комиссии — полковник Ф. С. Бухбиндер (1905 г.), капитан Н. А. Павлов (1914 г.) и есаул Л. И. Соколовский (1916) г.).
При Объединении имеется Касса Взаимопомощи.
Переписку адресовать на имя секретаря Объединения:
А. Savtchkо, 5, rие des Соbelis, Рагis 13.
II. Общество в Югославии.
Общество управляется общим собранием и особо выбираемым на годичный срок в день Училищного праздника — 8 ноября ст. ст. — правлением. В настоящее время правление состоит из: Председателя — ген.-лейт. 3. А. Мартынова. — Белград, ул. Проте Матея, 3.
Секретаря — полковника Генер. Штаба И. С. Петрова-Денисова. — Белград, ул. Которска, 7.
Казначея — полк. П. А. Гаврилова. — Белград, ул. Гартвига, 48."— «Армия и флот» - в/спр. под ред. В.В.Орехова и Евгения Тарусского. Изд. «Часовой».

### Хронология событий

Нагрудный знак ТВУ

- 1864 год — Тифлисское пехотное юнкерское училище первоначально было основано, согласно Положению о новой подготовке военных кадров 14 июля 1864 года наместником на Кавказе великим князем Михаилом Николаевичем Романовым (сыном Императора Николая I), как юнкерская школа. Штат юнкеров определён в 50 человек, и самого здания училища ещё не существовало, так как, юнкерская школа располагалась в другом здании. Училищный праздник — 8 ноября. Девиз: «Жизнь — Царю, сердце — даме, честь — самому себе!».
- 1865 год — Начат приём. Продолжительность обучения 2 года. К приёму допускались вольноопределяющиеся и юнкера из войск. На лагерное время юнкера прикомандировывались к ближайшим войсковым частям, а по окончании курса возвращались в свои части в звании портупей-юнкеров и производились в офицеры по представлению начальства.
- 1866 год — С 16 января 1866 года в бытность и стараниями Еремия Геворковича Арцруни (в декабре 1866 года был избран городским головой) было основано из юнкерской школы временное юнкерское училище. Но в июне 1866 года последовало Высочайшее повеление на учреждение в городе Тифлисе с 1 сентября юнкерского пехотного училища, и уже 8 ноября 1866 года был набран полный преподавательский штат, состав юнкеров определён в 200 человек, а в строевом отношении училище составило одну роту. С этой даты училище является основанным для последующего обучения юнкеров и производства в офицеры после полного курса обучения. Училище к этому моменту расположено в каменном здании, которое существует и по настоящее время.[17]
- 1871 год — Штат юнкеров определён уже 300 человек, две роты. рота.
- 1879 г. — для училища открыт лагерь у п. Сурами, направление юнкеров на лагерное время в войска было прекращено.
- 1891 г. 8 ноября Тифлисское юнкерское училище торжественно отметило своё 25—летие.[18]
- 1901 г. училище было переформировано; причём открыто 3 класса. Училище перешло на 3 -х годичный курс обучения.
- 1903 год — 27 января 1903 года училищу пожаловано простое Знамя образца 1900 года. Кайма белая, шитьё золотое. Навершие образца 1857 года (гвардейское). Древко чёрное. Изображён Спас Нерукотворный. Судьба знамени неизвестна. Прибивка знамени состоялась летом (июнь) 1905 года.
- 1910 год — В связи с реорганизацией Тифлисского юнкерского пехотного училища было пожаловано простое Знамя образца 1900 года. Кайма светло-синяя, шитьё золотое. Навершие образца 1857 года (гвардейское). Древко чёрное. Изображён Спас Нерукотворный. Судьба знамени неизвестна. Ранее пожалованное знамя у училища отобрано.
- 1904 и 1905 гг. в связи с Русско—японской войной был произведён ускоренный выпуск офицеров.

### Первая мировая война
- Перед Первой мировой войны в училище было 4 роты, младших офицеров — 11, юнкеров штатных — 400, сверхштатных — 31
- С началом Первой мировой штат училища был увеличен до 700 юнкеров
- 29 ноября 1914 года Училище посетил император Николай 2-й во время своего визита в Тифлис. Юнкерам Государь сказал удивительную речь, проникнутую чисто христианской любовью. Через два дня юнкера становились офицерами. Училище представилось образцово. Государь благодарил и юнкеров, и офицеров.[19]
- С 1914 года в связи с нехваткой в действующей Армии командного состава, училище перешло на ускоренную подготовку офицер (4 месяца) с присвоением воинского звания прапорщик.

#### «Ударники»
- В июне 1917 года в  училище была сформирована ударная рота в 145 человек. Отправка на фронт проводилась в торжественной обстановке в присутствии городского головы Тифлиса г. Хатисова, многих родственников и горожан.
  - В июле 1917 года рота ударников по приказу ген. Корнилова участвовала в восстановлении порядка на Проскуровском железнодорожном узле, устранив тем самым массовые беспорядки и движение дезертиров. С уходом генерала Корнилова с поста Главнокомандующего рота поступила в распоряжение командира 23-го армейского корпуса генерала Промптова на Румынском фронте, где по приказу Временного правительства ударный батальон был расформирован.
    - 31 августа 1917 года рота вернулась в Тифлис, где и была расформирована с пометкой — «за контрреволюционную деятельность»[9]

### Гражданская война в России и Грузии
15 июня 1918 г. Тифлисское Михайловское военное училище перешло в ведение грузинского правительства. Затем последовало распоряжение бывшим русским офицерам снять погоны и сдать оружие.
В феврале 1921 г. юнкера Тифлисского Михайловского пехотного училища во главе с начальником училища Александром Чхеидзе приняли участие в боях против регулярных частей Красной Армии.
После 25 февраля 1921 г. Училище ввиду упразднения Грузинской Демократической Республики прекратило своё существование, впоследствии на базе училища были открыты артиллерийские курсы РККА

## Офицерский состав
Начальники
- 29.05.1881-23.11.1889 гг. - подполковник (с 28.03.1882 г. - полковник) Шатилов Николай Павлович
- 07.01.1890-сентябрь 1892 гг.-  полковник Орлов, Владимир Александрович
- 22.08.1894-29.06.1899 гг. - полковник Колюбакин, Алексей Михайлович
- 28.08.1899-16.01.1901 гг. - полковник Верещагин, Александр Васильевич
- 14.03.1901-01.03.1905 гг. - полковник Томкеев Иван Петрович
- 15.04.1905- 1917 гг. - полковник (с 01.09.1910 г. - генерал-майор ГШ) Загю, Николай Михайлович
- 1918 - 1920 гг. - генерал-майор Квинитадзе, Георгий Иванович
- 1920 - 1921 гг. - бригадный генерал Чхеидзе, Александр Давидович

офицеры наставники
- Побоевский, Вячеслав Францевич - 1899—1904 должность - взводного офицера.
- Сагинов, Константин Иванович - 1914 капитан, должность - зам.ком. роты.
- Подчекаев Владимир Алексеевич — 1899 −1905, капитан.

офицеры наставники 1917
- Шестаков — командир роты. Штабс-капитан.
- Орловский — командир 1 роты  Капитан (Мингрельский полк)
- Попов, Константин Сергеевич — Курсовой офицер 1 роты  Поручик
- есаул Прихитько — командир роты. (3-й Пластунский батальон)
- Чхеидзе Александр Давидович- Полковник, командир батальона.
- Арсенашвили — взводный офицер
- Мирошкин — взводный офицер

Список офицерского состава училища на 1910
- Загю, Николай Михайлович- полк начальник училища,
- Гриценко, Павел Парфирьевич -  полковник инспектор классов,
- Кузьмин, Николай Александрович – подполковник пом.,
- Козловский, Леонид Александрович – полковник  шт. преподаватель,[21]
- Ротгольц, Сергей Давидович – подполковник  шт. преподаватель,[22]
- Подгорецкий, Павел Владимирович - подполковник  шт. преподаватель,[23]
- Букретов, Николай Андрианович  - подполковник  прикоманд. для преподавания военных наук,
- Чанцев, Андрей Николаевич -  подполковник ротный командир,
- Петровский, Николай  Александрович - подполковник ротный командир,
- Гараканидзе, Георгий Луарсабович - подполковник ротный командир,
- Гаузен, Павел Николаевич - подполковник ротный командир,
- Бочкарёв, Александр Апполонович – капитан мл.оф.,
- Рещиков, Лев Васильевич – капитан мл.оф.,
- Ушаков, Николай Иванович – капитан мл.оф.,
- Тарало, Михаил Петрович – штабс - капитан мл.оф.,[24]
- Михельсон, Александр Михайлович– штабс - капитан мл.оф.,
- Чхеидзе, Александр Давидович– штабс - капитан мл.оф.,
- Белецкий, Константин Николаевич– штабс - капитан мл.оф.,
- Картвелов, Василий Гаврилович – капитан адъютант и делопрозв. по хоз.части,
- Тимченко, Александр Владимирович- капитан завед. Хоз.части,
- Мулин, Фёдор Кузьмич – штабс – капитан  казначей и квартир.

## Известные выпускники
Начальники
- Думбадзе, Иван Антонович (1870—1872) военный и государственный деятель, генерал-майор свиты Николая II градоначальник Ялты, монархист.
- Лакербая, Андрей Михайлович (1883—1884) — выпущен унтер-офицером в Сухумский местный батальон.
- Геловани, Константин Леванович (род. 8.12.1873 — ум. 1932) — князь, российский и грузинский военачальник. Герой Русско-японской войны 1904—1905 гг.,участник 1-й мировой войны. Генерал Грузинской Демократической Республики.
- Захариадзе, Александр Караманович (04.02.1884 - 1956)[25].
- Миславский, Борис Филиппович (24.07.1878-06.09.1915)[26].
- Петров, Фёдор Андреевич ( 13.02.1879-01.12.1917)[27].
- Отхмезури, Акакий Гаврилович (01.07.1874-20.07.1916)[28].
- Шервашидзе, Михаил Леванович ( 24.08.1871-1920 н.ст.)
- Склодовский, Виталий Каэтанович ( 27.04.1875-16.03.1918[29].
- Моисеев, Дмитрий Ефимович (19.09.1854 - 1921)[30].
- Попович-Липовац, Иван Юрьевич
- князь Мачабели, Георгий Михайлович (03.04.1862)
- Мачавариани, Давид Михайлович (30.08.1864)[31].
- Сагинов Давид Константинович[32].
- Шульц, Иван Александрович (06.03.1860)[33].
- Черков, Павел Платонович (01.11.1846)[34].
- Щепетильников, Михаил Павлович (12.10.1882 -04.04.1957)

### Выпускники ТПЮУ
- Ракитин Василий Александрович  (6 августа 1910 года из портупей – юнкера переведён со старшинством в подпоручики, и направлен для дальнейшего прохождения службы в 26-й Сибирский стрелковый полк)
- князь Гедеванов Василий Александрович (11.08.1865-?) выпуск 1891 г.ротмистр 31 Аму-Дарьинской бригады Отдельного корпуса Пограничной стражи.
- Гедевановъ Александр Васильевич (31.12.1894- . .1982) выпуск 1915 г. прапорщик (на 01.03.1916 г.) младший офицер 2 роты 3-го Кавказского пограничного пешего полка.
- Сайт «Русская армия в Первой мировой войне»
- Сайт «Русская Императорская Армия»

См. также
- Тбилисское высшее артиллерийское командное училище